# 공주 쌍수정 사적비
공주 쌍수정 사적비(公州 雙樹亭 史蹟碑)는 대한민국 충청남도 공주시에 있는, 조선시대 인조임금이 이괄의 난을 피하여 공산성에 머물렀던 일을 기록하고 있는 비석이다. 1976년 1월 8일 충청남도의 유형문화재 제35호로 지정되었다.

## 현지 안내문
이 비는 조선 인조가 이괄의 난(1624년)을 피하여 이곳 공산성에 머물렀던 일을 새긴 것으로 1708년(숙종 34년)에 세운 것이다.
비문의 내용에는 이괄의 반란과 인조가 난을 피하게 된 사실을 쓰고 공산성에 머물렀던 6일간의 일도 기록되어 있다. 비문은 인조 때 영의정을 지낸 신흠이 지은 것이며, 글씨는 숙종 때 영의정을 지낸 남구만이 쓴 것이다. 비의 총 높이는 365cm이다.

## 같이 보기
- 이괄의 난
- 공산성
- 신흠
- 남구만

## 참고 자료
- 쌍수정사적비 - 국가유산청 국가유산포털